# Region Koulikoro
Region Koulikoro – jeden z 8 regionów w Mali, znajdujący się w południowo-zachodniej części kraju.

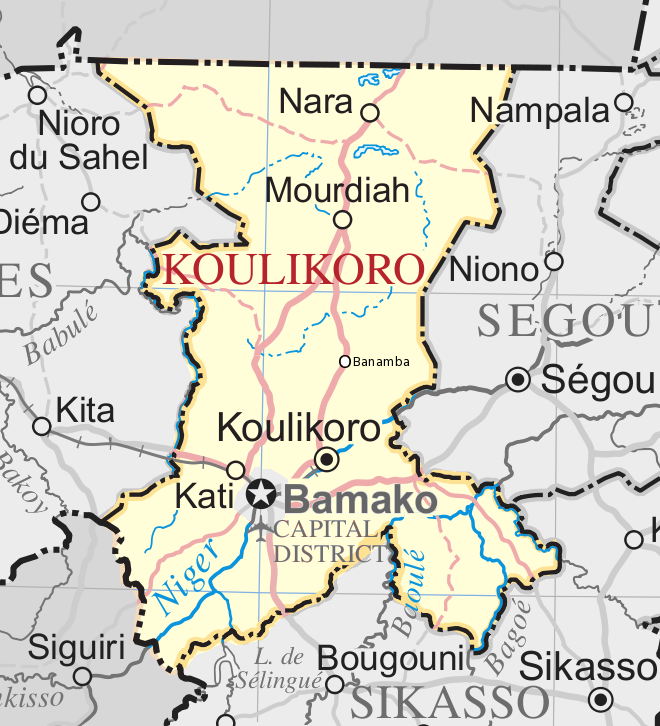
Mapa regionu Koulikoro

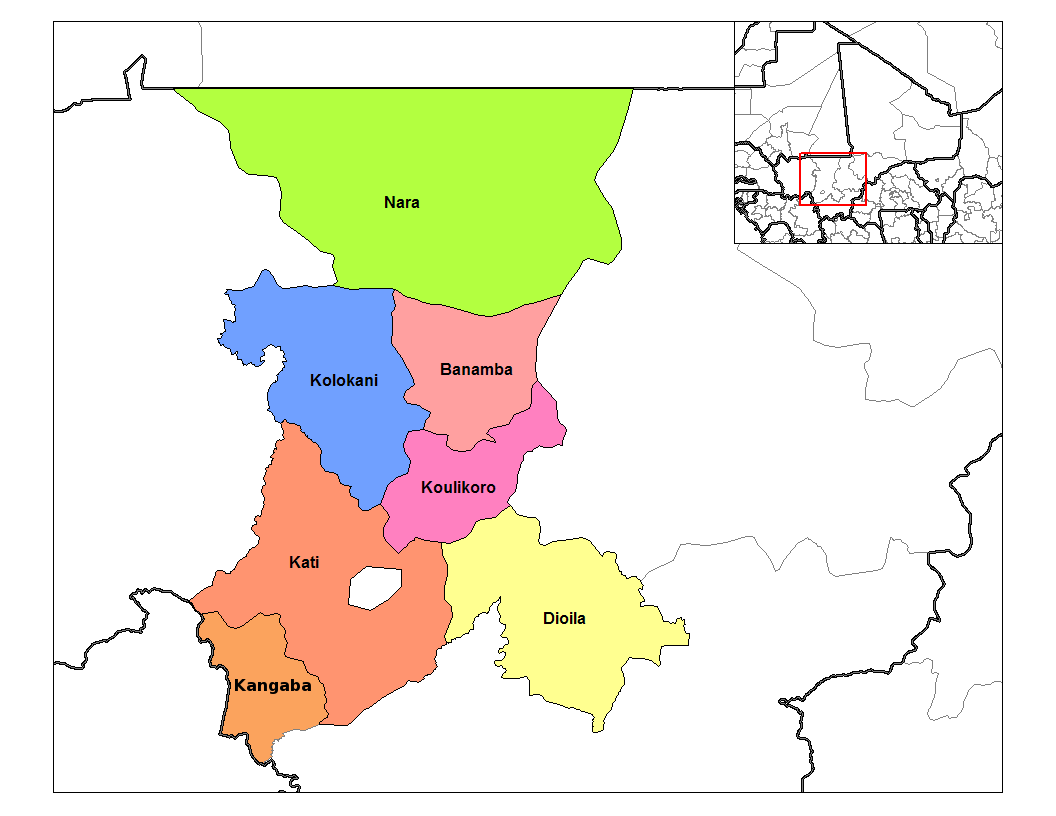
Okręgi regionu Koulikoro